# Monastyr Samtawro
Monastyr Samtawro (gruz. სამთავროს მონასტერი) – gruziński prawosławny kompleks klasztorny obejmujący cerkiew Przemienienia Pańskiego i klasztor żeński św. Nino w Mccheta w Gruzji. W zbudowanej w XII wieku świątyni znajduje się grobowiec króla Iberii Miriana III i jego żony, świętej Nino. Drugi, mniejszy kościół pw św. Nino datowany jest na IV wiek.

## Galeria

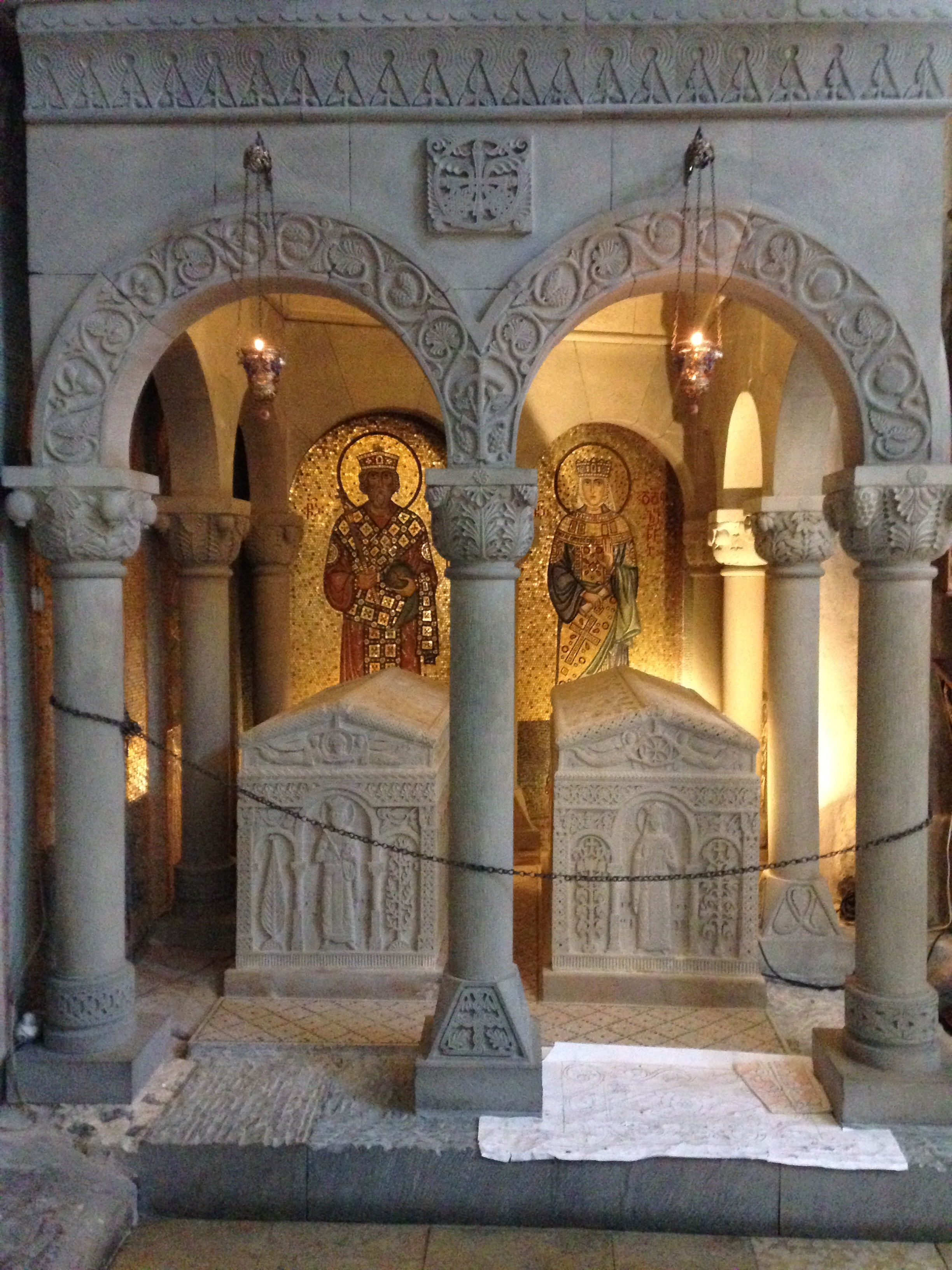
Grobowiec króla Miriana i królowej Nino
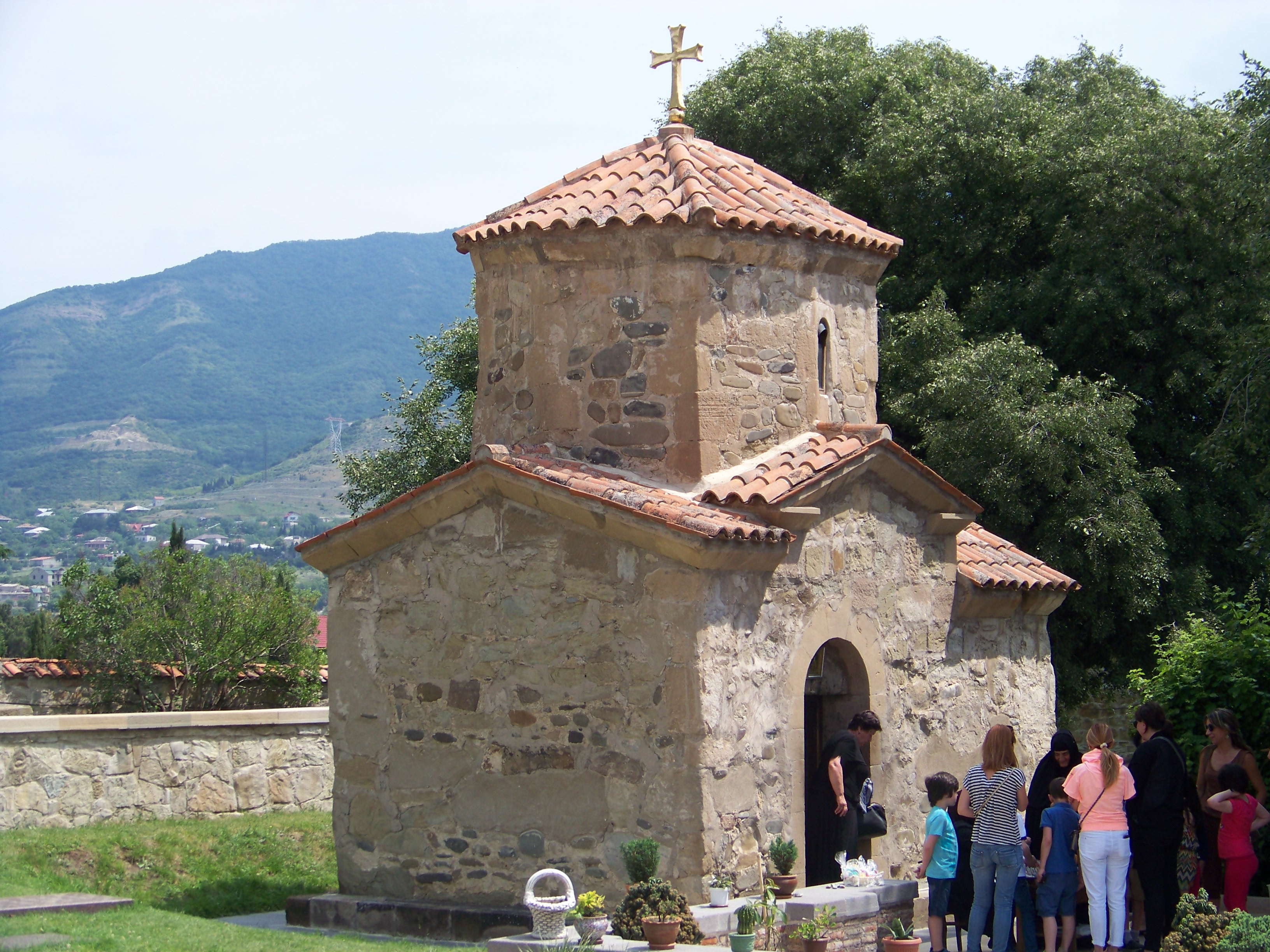
Kościół pw św. Nino
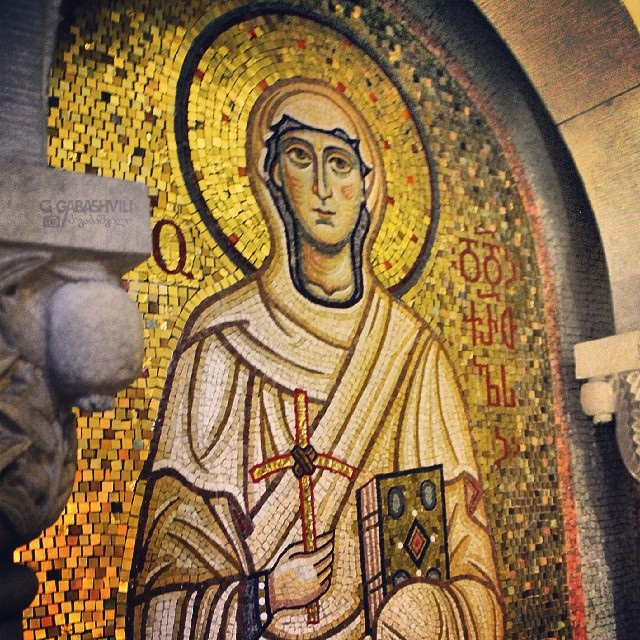
Mozaika z kościoła pw św. Nino